# النموذج الألماني

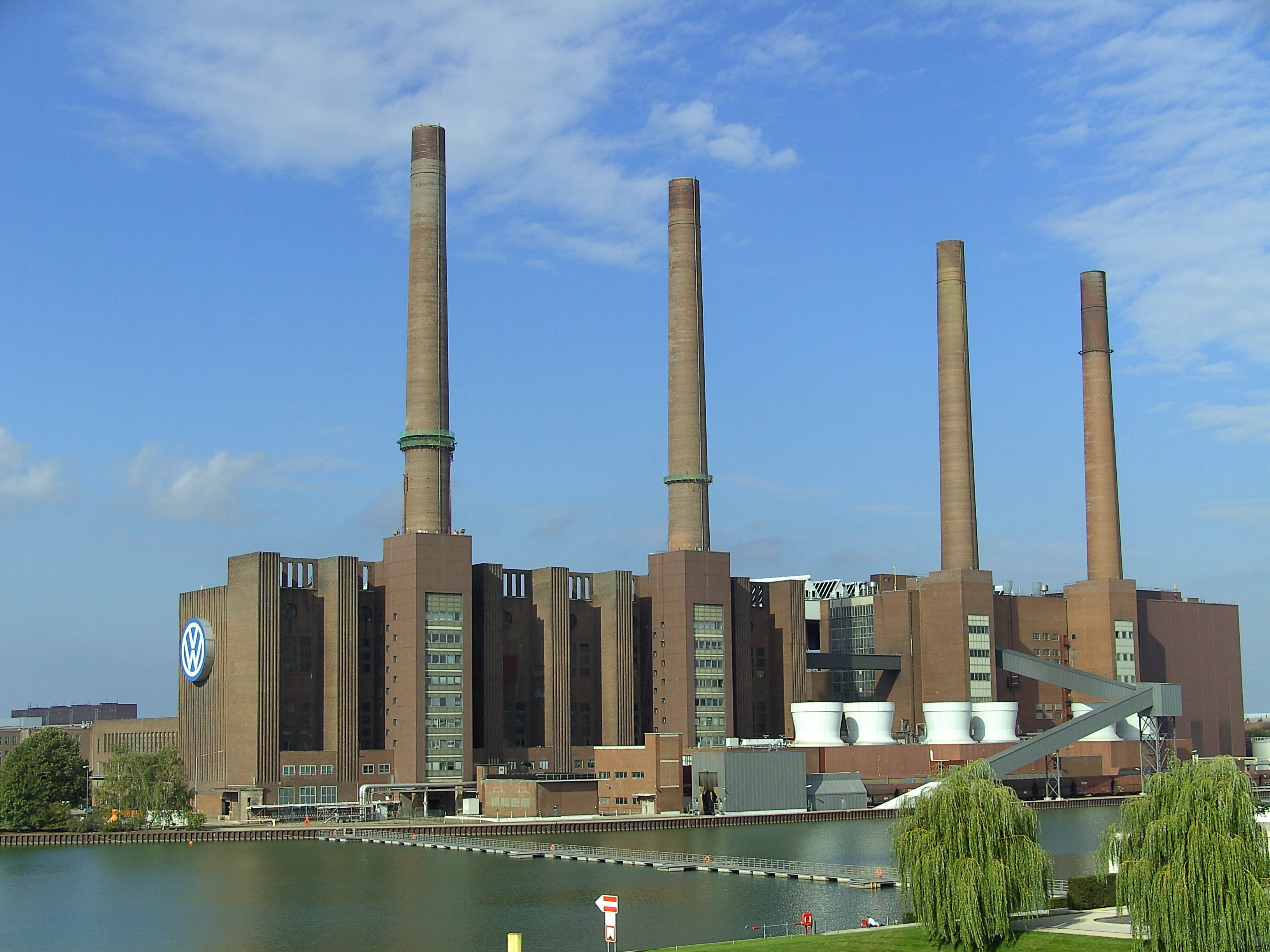
مصنع فولكس فاجن في فولفسبورج

غالبًا ما يستخدم مصطلح النموذج الألماني في الاقتصاد لوصف وسائل ألمانيا الغربية بعد الحرب العالمية الثانية لاستخدام (وفقًا لجامعة كوليدج في لندن البروفيسور ويندي كارلين) العلاقات الصناعية المبتكرة والتدريب المهني وعلاقات أوثق بين القطاعين المالي والصناعي لزراعة الازدهار الاقتصادي.

## العلاقات الصناعية

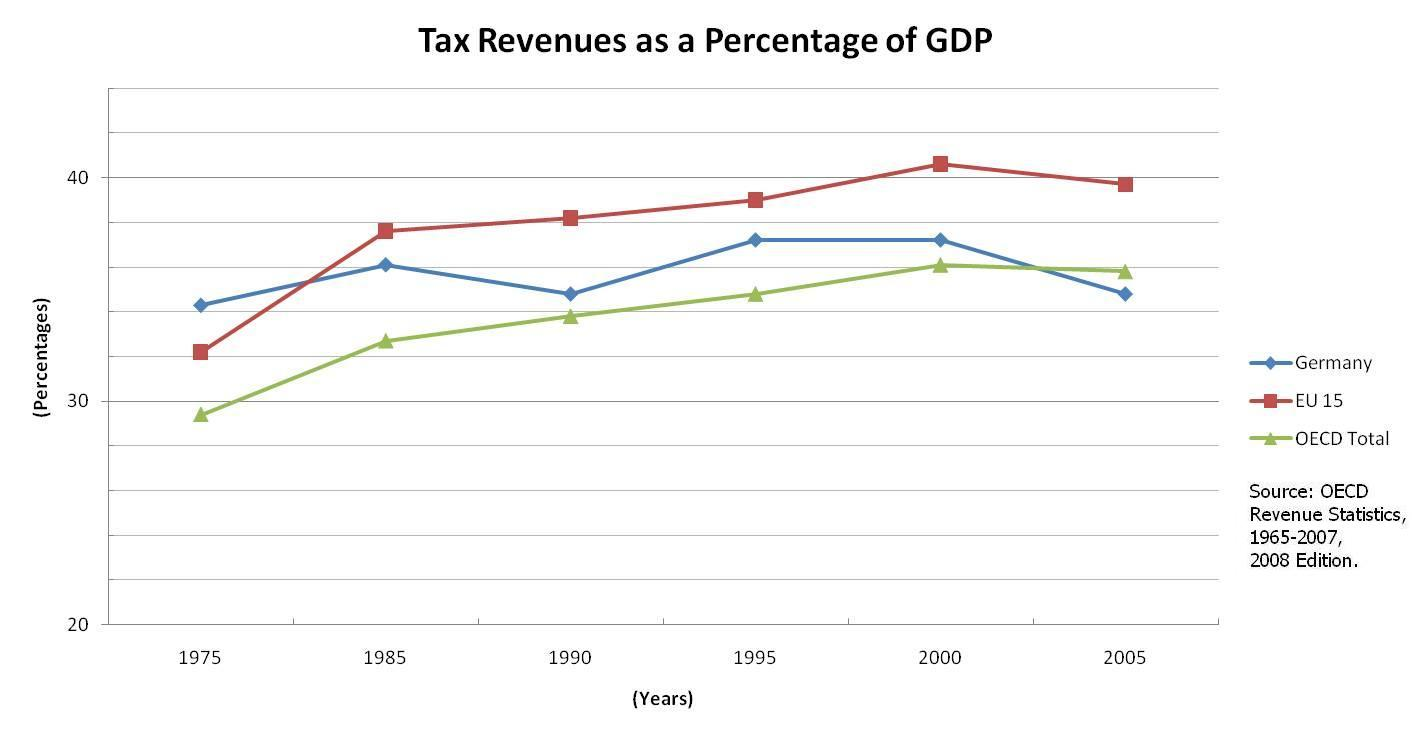
الإيرادات الضريبية كنسبة مئوية من الناتج المحلي الإجمالي لألمانيا مقارنة بمنظمة التعاون الاقتصادي والتنمية و 15 دولة في الاتحاد الأوروبي، مع معدلات ألمانيا أقل باستمرار من الأخير

بموجب النموذج الألماني، يتم تنظيم النقابات على مستوى الصناعة والتعايش مع مجالس العمل على مستوى المصنع والشركة. تتفاوض هذه النقابات على تحديد الأجور مع رابطات أصحاب العمل. قوة هذا الإعداد هي التعاون بين النقابات ومجالس الإدارة. هذا فريد من نوعه بين الدول الغربية، التي تميزت إما بضعف كبير في القوى النقابية (كما في الولايات المتحدة والمملكة المتحدة) على مدار العشرين عامًا الماضية، أو الصراع النقابي (كما في فرنسا وإيطاليا، حيث توجد نقابات بقيت قوية).

## نموذج الإجماع
كما هو الحال في العلاقات بين النقابات وأرباب العمل، يسعى النموذج الألماني أيضًا إلى تنسيق العلاقات بين الهيئات التنظيمية والأطراف المتأثرة، وكذلك بين الشركات الفردية لمنع المنافسة المدمرة في نطاق قانون مكافحة الاحتكار المطبق، فالعثور على قاسم مشترك كان غالبًا الهدف الرئيسي في مثل هذه العلاقات.

## التعليم والتدريب المهني

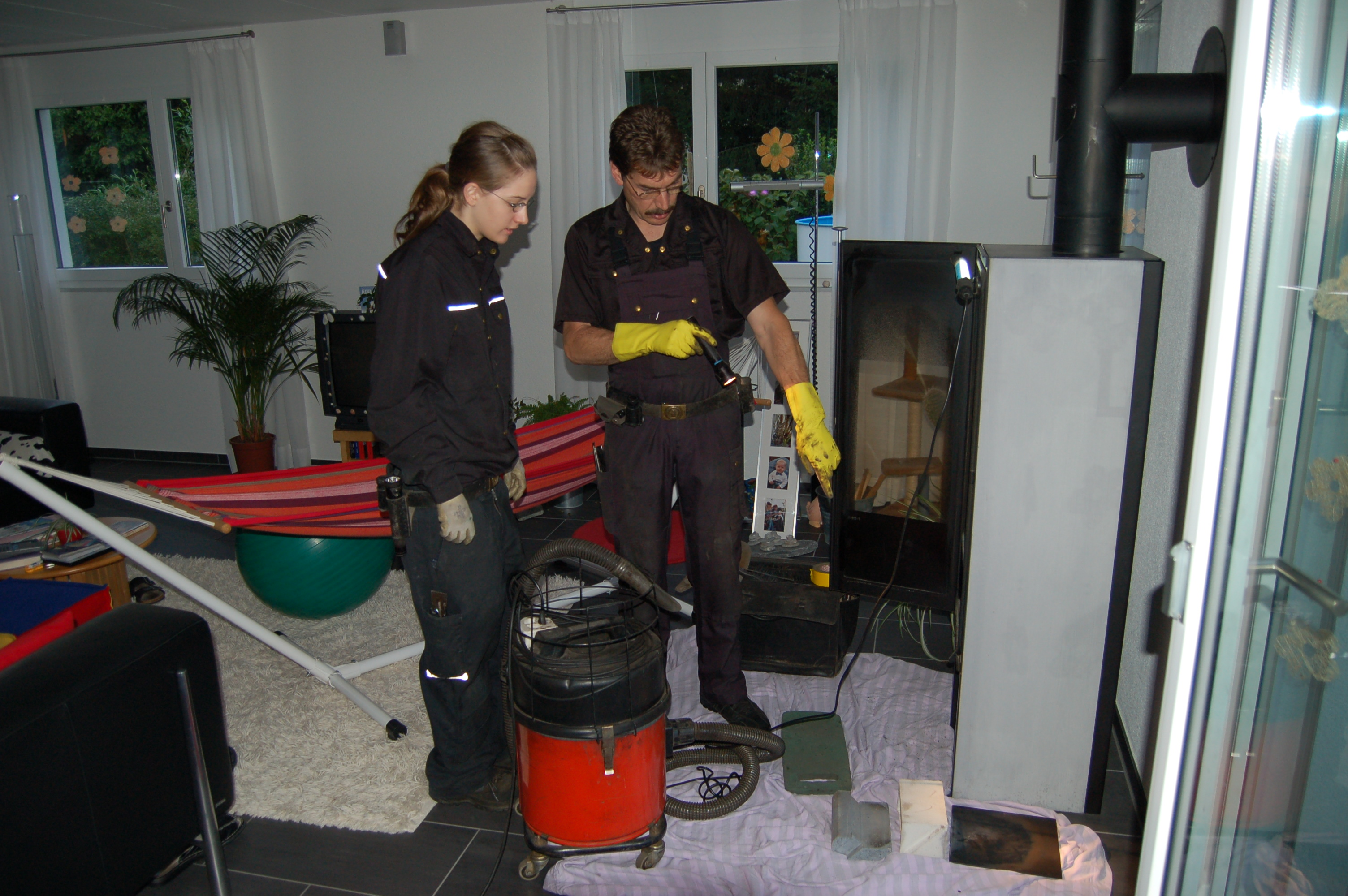
سيد منظفة مداخن والمتدرب في عام 2008

ربما يكون نظام التعليم المهني هو العنصر الأكثر أهمية في النموذج الألماني، ولا يزال سائدًا للغاية في النظام التعليمي الألماني. يوجد تركيز شديد في ألمانيا على التلمذة الصناعية للوظائف الماهرة التي يدرسها مدربون عاملون خبراء. لقد أصبح ذلك ممكنا من خلال السياسة طويلة الأجل، مع التركيز على إقامة روابط أقوى بين نظام التعليم والتدريب المهني المزدوج ومعاهد التعليم العالي، وعلى تحسين الاندماج في التدريب المهني من خلال المهارات الأساسية والنفاذية وعلى إنشاء تغطية وطنية لفروع أولية إقليمية محددة ومراكز التدريب المستمر.
على هذا النحو، هناك نسبة مئوية من الطلاب الجامعيين في ألمانيا أقل مقارنة بالدول الغربية الأخرى، ونسبة مئوية من الأشخاص الذين يدخلون سوق العمل للتدريب أثناء العمل أقل بكثير
التدريب المهني مطلوب لعدد كبير من المهن. في نهاية التدريب المهني، شهادة تحظى بتقدير كبير يتم الحصول عليها مؤهلة لأكثر من 400 مهنة. هناك فرق صارخ مقارنة بالبلدان الأوروبية الأخرى، حيث عدد المهن التي هي متوفرة أقل بكثير.
يستشهد النقاد بعدم مرونة النظام المدرسي باعتباره العيب الرئيسي. حوالي 60 ٪ من الخريجين تتغير مهنتهم في غضون 10 سنوات من التخرج.

## العلاقات المالية والصناعية
البنوك الألمانية لها دور أكبر بكثير في تشكيل القطاع الصناعي من تلك الموجودة في الدول الغربية الأخرى. بدلاً من مجرد جمع المدخرات والاستثمارات وإصدار القروض، فإن معظم البنوك الألمانية لديها مصالح كبيرة في القطاع التجاري. على هذا النحو، تقدم العديد من مجالس إدارة الشركات مقاعد لمسؤولي البنوك الألمانية رفيعي المستوى، الذين غالباً ما تكون بنوكهم مستثمرة في الشركة. نتيجة لذلك، يسعون إلى تشجيع الاستثمار طويل الأجل في الشركات التي يعملون معها.

## مستقبل النموذج الألماني
منذ إعادة التوحيد الألماني انخفض الرخاء الألماني مقارنة بمستويات ألمانيا الغربية قبل التوحيد، ووصل معدل البطالة الألماني إلى مستويات قياسية: 12.6 ٪ (حسب التعريف الوطني) اعتبارا من 2 مارس 2005،  وهو أعلى معدل منذ الحرب العالمية II. أدى فشل النموذج الألماني في الحفاظ على معايير الأداء العالي إلى تخمين الخبراء حول زواله، على الرغم من اعتماده بنجاح في شركات البلدان الأخرى منذ ذروته. يرى آخرون أن الانخفاض النسبي هو نتيجة لا مفر منها لدمج اقتصاد ألمانيا الشرقية الأقل تقدماً و 17 مليون مواطن جديد، مما استلزم تحويل أكثر من 1.3 تريليون يورو من الغرب إلى الشرق اعتبارًا من عام 2009.
يدور الكثير من الخطاب السياسي بشأن الإصلاحات في السنوات الأخيرة حول مسألة كيفية تعديل النموذج الألماني (والظروف السياسية التي تشكل إطاره) للحفاظ عليه في اقتصاد معولم. اتخذت إصلاحات المستشار السابق جيرهارد شرودر، التي تسمى «أجندة 2010»، بعض خطوات تحقيق هذا الهدف، أثارت جدلاً كبيراً. ومع ذلك، بعد سنوات من الإصلاحات «المؤلمة»، يبدو أن الاقتصاد الألماني قد عاد إلى المسار الصحيح. ومع ذلك، فإن حصة الأجور، التي تقاس كتعويضات للموظفين كنسبة مئوية من إجمالي الدخل القومي، آخذة في الانخفاض في ألمانيا منذ الثمانينات.

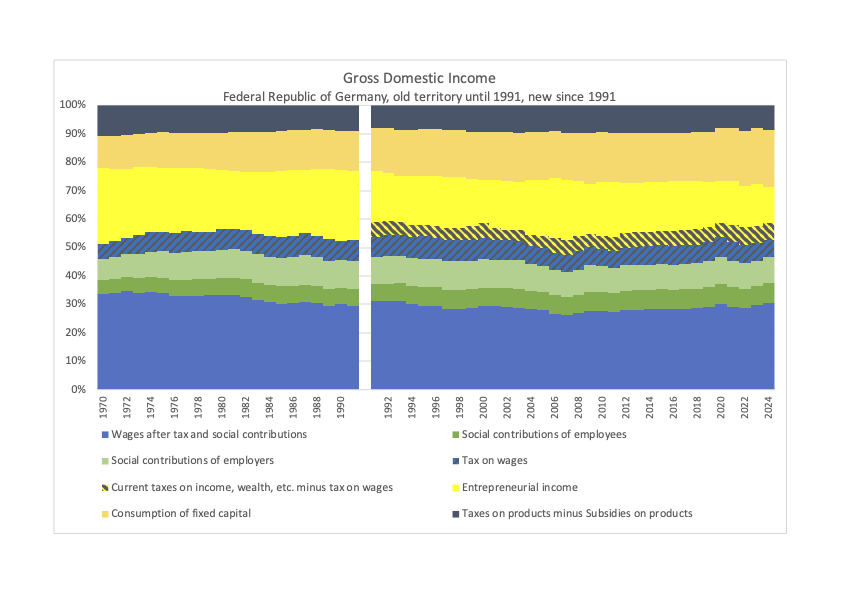
مكونات الدخل القومي الإجمالي

انخفض معدل البطالة إلى أقل من 10 ٪ (وفقًا للتعريف الوطني) لأول مرة منذ سنوات وبلغ معدل النمو الاقتصادي 2.7 ٪ في عام 2006.
في يونيو 2016، تم الإبلاغ عن معدل البطالة بنسبة 5.9 ٪ من قبل وكالة التوظيف الألمانية الفيدرالية (Bundesagentur für Arbeit).
ما إذا كان هذا تطوراً مستمراً، إلا أن النقاش مستمر، وكذلك الأمر بالنسبة لمزيد من الإصلاحات.

## حجة مضادة: صعود النموذج الألماني

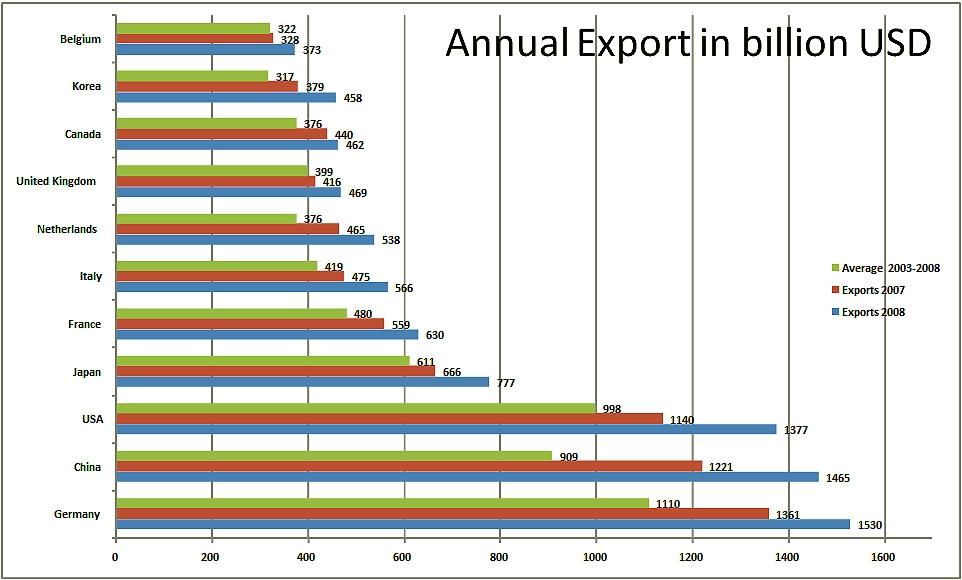
الصادرات السنوية من مختلف البلدان

اعتبارًا من عام 2009 والركود الاقتصادي العالمي الأخير، تكهن بعض المحللين  بأن النموذج الألماني للرأسمالية الاجتماعية يعاود نشاطه وهو النظام الاقتصادي الأكثر مسؤولية الذي لا يزال يضمن بقاء السوق الحرة. مع المخططات الاقتصادية الحديثة وإساءات الشركات، كما هو الحال في فضيحة برنارد مادوف،  فضيحة إنرون، والأزمة المالية 2007-2010 ، أصبح النموذج الألماني لاقتصاد مُنظم أكثر جاذبية.
من عام 2003 إلى عام 2008، كانت ألمانيا (دولة يبلغ عدد سكانها 80 مليون نسمة فقط) أكبر مصدر في العالم. في عام 2009، تفوقت الصين (1.3 مليار نسمة) على ألمانيا في الصادرات. أحد الأسباب وراء ذلك هي «الأبطال الخفية» كنتيجة للنموذج الألماني. إصلاحات هارتز في ألمانيا والقطاع المتدني الأجور قد أضعفا البنية الأساسية لهذا النموذج الألماني.